# گلیکولیک اسید
اسید گلیکولیک (به انگلیسی: Glycolic acid) با فرمول شیمیایی C۲H۴O۳ یک آلفاهیدروکسی اسید با جرم مولی ۷۶٫۰۵ g/mol می‌باشد. این فراورده بی‌رنگ، محلول در آب و دارای خاصیت جذب آب (هیگروسکوپی) است و در کرم‌های نرم‌کننده و لایه بردار پوستی کاربرد دارد.